# Thomasboro (Illinois)
Thomasboro est un village du comté de Champaign dans l'Illinois, aux États-Unis,. Fondé en 1864, il est incorporé le 27 novembre 1900.

## Démographie
Lors du recensement de 2010, le village comptait une population de 1 126 habitants. Elle est estimée, en 2016, à 1 115 habitants.

## Personnalité de Thomasboro
- Mark Arie, double médaillé d'or (ball-trap et tir aux pigeons d'argile en équipe) aux Jeux olympiques de 1920.

## Source de la traduction
- (en) Cet article est partiellement ou en totalité issu de l’article de Wikipédia en anglais intitulé « Thomasboro, Illinois » (voir la liste des auteurs).